# Smartlap

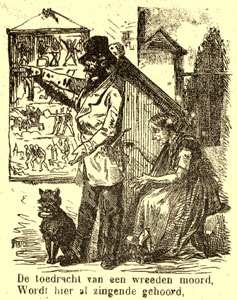
19e-eeuwse afbeelding van een straatzanger met een 'roldoek' of 'rolprent'.

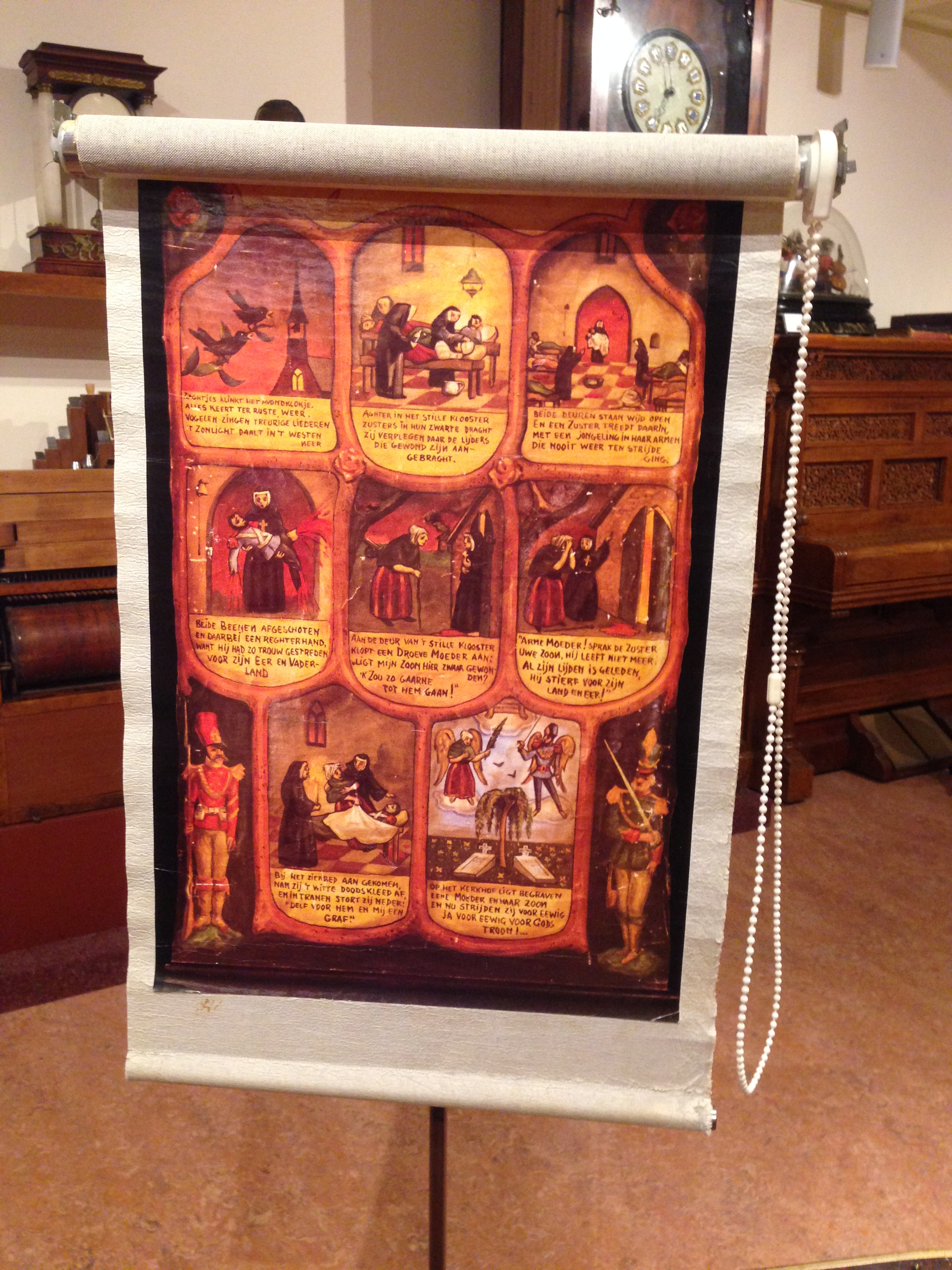
Hoewel Jacques Klöters suggereerde dat smartlap een synoniem van roldoek is, zijn deze zogenaamde roldoeken veel ouder

Smartlap is een benaming voor het levenslied en dan vooral voor die vormen van het levenslied waarin een larmoyante geschiedenis wordt verteld. De benaming was oorspronkelijk neerbuigend bedoeld.
Het woord kwam in zwang aan het begin van de jaren zestig toen velen naar aanleiding van de successen van de Zangeres Zonder Naam een weerzin opbouwden tegen het genre. Deze niet-liefhebbers spraken badinerend van een smartlap, naar analogie van de Duitse woorden Schmachtlappen (zwijmelaar) en Schmachtfetzen (sentimenteel lied). Deze woorden betekenen letterlijk 'smachtlap'. Het zijn oorspronkelijk bijnamen voor de in de katholieke liturgie gebruikte vastendoek. Met zo'n doek, waarop het lijden van Christus staat uitgebeeld, wordt tijdens de vastentijd het altaar afgedekt.

## Smartlappen en roldoeken
Hoewel de toenmalige leiding van het Utrechtse Museum van Speeldoos tot Pierement in een interview in NRC Handelsblad van 8 maart 1971 smartlap verklaarde als synoniem van rollied of roldoek en dit een paar jaar later werd herhaald door variété-kenner Jacques Klöters, is er geen relatie tussen die woorden. Roldoeken werden vanaf de 17e eeuw door straatzangers gebruikt om hun gezangen te illustreren. Er werden gruwelijke verhalen over moord en doodslag op verbeeld.
De vroegst bekende vermelding van het woord smartlap is echter te vinden in een editie van De Graafschapbode van 26 oktober 1936. Uit het artikel blijkt dat het woord dan nog onbekend is. In 1960 had het in een editie van De Tijd / De Maasbode al wel de betekenis van een sentimenteel lied.  In 1973 definieerde de Winkler Prins smartlap als: "een ironische benaming die in de jaren zestig in zwang kwam voor wat men vroeger aanduidde met levenslied."
In de jaren negentig groeide het woord smartlap met de opkomst van smartlappenkoren en smartlappenfestivals uit tot een geuzennaam. Verwijzend naar de roldoeken werd deze ontwikkeling niet zelden gepresenteerd als een herleving van een 'eeuwenoude traditie'. Het repertoire waarop werd teruggegrepen was echter van relatief recente datum: de artiesten J.H. Speenhoff, Kees Pruis en Willy Derby maakten deze sentimentele liedjes over armoede, zieke moeders en stervende kinderen aan het begin van de 20e eeuw populair. 